# Elaphria detrecta
Elaphria detrecta är en fjärilsart som beskrevs av Druce. Elaphria detrecta ingår i släktet Elaphria och familjen nattflyn. Inga underarter finns listade i Catalogue of Life.